# Винроде
Винроде (нем. Wienrode) — деревня в Германии, в земле Саксония-Анхальт, входит в район Гарц в составе городского округа Бланкенбург.
Население составляет 911 человек (на 31 декабря 2008 года). Занимает площадь 13,89 км².

## История
Первое упоминание о поселении относится к 1139 году.
1 января 2010 года, после проведённых реформ, Винроде вошла в состав городского округа Бланкенбург в качестве района.